# El Gran Hotel Budapest
El Gran Hotel Budapest (título original en inglés: The Grand Budapest Hotel) es una película de comedia de 2014 escrita y dirigida por Wes Anderson, a partir de una historia de Anderson y Hugo Guinness, inspirada en los escritos de Stefan Zweig. Con un reparto coral liderado por Ralph Fiennes, relata la historia del conserje de un prestigioso hotel europeo que se une a uno de sus empleados para demostrar su inocencia después de ser acusado de asesinato.
La película es una coproducción entre Estados Unidos y Alemania que fue financiada por compañías financieras alemanas y organizaciones de financiación de películas y filmada en Alemania. The Grand Budapest Hotel fue aclamada por los críticos de cine, y muchos la incluyeron en sus listas de top 10 de fin de año. La película encabezó las nominaciones a los premios BAFTA, con once nominaciones que incluyeron Mejor película y Mejor director para Anderson y Mejor actor para Fiennes. La película ganó el Premio Globo de Oro a la Mejor Película - Comedia o Musical y obtuvo tres nominaciones más, incluyendo el de Mejor director para Anderson. También obtuvo nueve nominaciones a los Premios de la Academia, empatando con Birdman or (The Unexpected Virtue of Ignorance) por la mayor cantidad de nominaciones y triunfos en la ceremonia: ganaría finalmente premios a Mejor diseño de vestuario, Mejor maquillaje, Mejor diseño de producción y Mejor banda sonora original. En una encuesta de la BBC de 2016 , los críticos la votaron como la 21.ª mejor película desde 2000.

## Trama
Una chica se acerca al monumento de un escritor ubicado en el antiguo cementerio de Lutz, y comienza a leer unas memorias de "El autor" (Tom Wilkinson/Jude Law). El libro trata acerca de un viaje que hizo este en su juventud al Grand Budapest Hotel a fines de la década de 1960. Descubrió que el hotel, casi desierto y ubicado en la República de Zubrowka, una nación devastada por la guerra y la pobreza, había caído en desgracia y se encontraba en un lento deterioro. El autor conoce a Zero Moustafa (F. Murray Abraham), el propietario del hotel, quien durante la cena le cuenta cómo se hizo cargo de la institución y por qué no está dispuesto a cerrarlo.

### Parte 1: M. Gustave
La historia de Moustafa comienza en 1932 durante los años finales de los días de gloria del hotel. Zubrowka está al borde de la guerra, pero esto le preocupa poco a M. Gustave (Ralph Fiennes), el dedicado conserje del Grand Budapest. Cuando no está atendiendo las necesidades de la clientela adinerada del hotel, manejando a su personal o entrenando al nuevo chico del lobby, Zero (Tony Revolori), Gustave corteja a una serie de mujeres rubias envejecidas que acuden al hotel para disfrutar su "servicio excepcional". Una de ellas, Madame D. (Tilda Swinton), pasa la noche con Gustave antes de su partida.

### Parte 2: Madame D.
Un mes después, Gustave recibe la noticia que Madame D. murió en circunstancias misteriosas. Él y Zero viajan hacia su mansión, donde se entera de que ella le legó una valiosa pintura en su testamento. Esto enfurece a su familia, quienes esperaban heredarla, especialmente su hijo, Dmitri Desgoffe-und-Taxis (Adrien Brody). Gustave y Zero toman la pintura y la esconden en una caja fuerte en el Grand Budapest. Gustave es arrestado y acusado por el asesinato de Madame D.

### Parte 3: Control fronterizo 19
En prisión, Gustave se hace amigo de un grupo de reos endurecidos que lo incluyen en su plan de escape. Con la ayuda de la nueva prometida de Zero, Agatha (Saoirse Ronan), el grupo es capaz de introducir herramientas a la prisión, escondidas dentro de los pasteles que Agatha envía junto con Zero. Excavan un túnel y salen por las alcantarillas de la cárcel, escapando del confinamiento y con Zero esperando afuera. Cuando el grupo ya está libre, los guardias hacen sonar la alarma, por lo que el grupo  se separa, dejando a Gustave y Zero nuevamente solos y viéndose forzados a huir otra vez, es entonces, que Gustave recluta a Zero para demostrar su inocencia a toda costa, pidiendo un favor a otros conserjes amigos de varios  otros hoteles. 

### Parte 4: La Sociedad de las Llaves Cruzadas
Su aventura los lleva a un monasterio en la cima de una montaña donde se encuentran con el mayordomo Serge X (Mathieu Amalric) de la señora D, la única persona que puede darle a Gustave una coartada para la noche del asesinato de Madame D. Sin embargo, Serge es asesinado por J.G. Jopling (Willem Dafoe), un sicario contratado por Dmitri. Zero y Gustave roban un trineo y persiguen a Jopling, mientras huye del monasterio. Durante un choque en el borde de un acantilado, Zero mata al asesino y rescata a su mentor.

### Parte 5: La Segunda Copia del Segundo Testamento.
Zero y Gustave regresan al hotel, que los militares han requisado luego del estallido de la guerra, y allí se encuentran a Dmitri, quien persigue a Agatha, a quien Zero le encomendó la pintura. Sigue una persecución y un tiroteo, y se descubre una versión diferente del testamento de Madame D. escondido en la pintura por Serge X, en la que lega toda su fortuna, incluido el Grand Budapest, a Gustave en caso de que ella sea asesinada.
Durante un viaje en tren, los soldados llegan al vagón de Gustave y lo matan mientras trata de proteger a Zero. Un desconsolado Zero se compromete a continuar su legado en el Grand Budapest, pero el conflicto en curso y los estragos del tiempo cobran su precio. Agatha sucumbe a una enfermedad y muere unos años más tarde.

### Epílogo
Moustafa le confiesa al autor que no puede obligarse a cerrar el hotel porque es su último vínculo con su querida esposa fallecida. El autor luego parte hacia América del Sur y nunca regresa al hotel. El hotel finalmente es demolido, aunque el destino final de Moustafa se deja desconocido. De vuelta en el presente, la niña continúa leyendo la historia del autor sobre el Grand Budapest.

## Reparto
The Grand Budapest Hotel incluyó un reparto coral, es decir, donde los numerosos intérpretes ocuparon el mismo tiempo en pantalla. El reparto incluyó a:
- Ralph Fiennes - M. Gustave H.
- Tony Revolori - Zero Moustafa
- F. Murray Abraham - Sr. Moustafa
- Mathieu Amalric - Serge X
- Adrien Brody - Dmitri Desgoffe-und-Taxis
- Willem Dafoe - J.G. Jopling
- Jeff Goldblum - Vilmos Kovacs
- Harvey Keitel - Ludwig
- Jude Law - Joven escritor
- Bill Murray - M. Ivan
- Edward Norton - Inspector Henckels
- Saoirse Ronan - Agatha
- Léa Seydoux - Clotilde
- Jason Schwartzman - M. Jean
- Tilda Swinton - Céline Desgoffe und-Taxis «Madame D.»
- Tom Wilkinson - Autor
- Owen Wilson - M. Chuck
- Bob Balaban - M. Martin

## Producción

### Desarrollo
The Grand Budapest Hotel es una coproducción entre American Empirical Pictures de Wes Anderson e Indian Paintbrus (Estados Unidos), Neunzehnte Babelsberg Film GmbH (Alemania) y Grand Budapest Limited (Reino Unido). La película fue financiada por el Fondo Federal de Cine Alemán (DFFF), Mitteldeutsche Medienförderung, Medienboard Berlin-Brandenburg y Medien-und Filmgesellschaft Baden-Württemberg.
La historia de Anderson y Guinness fue inspirada por varias obras del escritor austríaco Stefan Zweig, particularmente la novela Veinticuatro horas en la vida de una mujer (1927), las novelas La piedad peligrosa (1939) y La embriaguez de la metamorfosis (1982) y su autobiografía El mundo de ayer (1934-42). Wes Anderson sugirió al editor de Barney Pilling observar el filme El bazar de las sorpresas de Ernst Lubitsch y las películas de Jacques Tati como referencias.

### Filmación
Fue filmado en su mayor parte en Alemania, principalmente en Görlitz y otras partes de Sajonia, así como en los Estudios Babelsberg. La fotografía principal comenzó en enero de 2013 en Berlín y Görlitz. Uno de los principales lugares fue la desaparecida Tienda departamental Görlitz, una enorme tienda departamental tipo "jugendstil" con un atrio gigante, uno de los pocos grandes almacenes de ese tipo en Alemania que sobrevivió a la Segunda Guerra Mundial. Sirvió como el vestíbulo del atrio del hotel. La mansión de Madame D. fue filmada parcialmente dentro del Castillo de Waldenburg en Suabia. El rodaje concluyó en marzo de 2013.

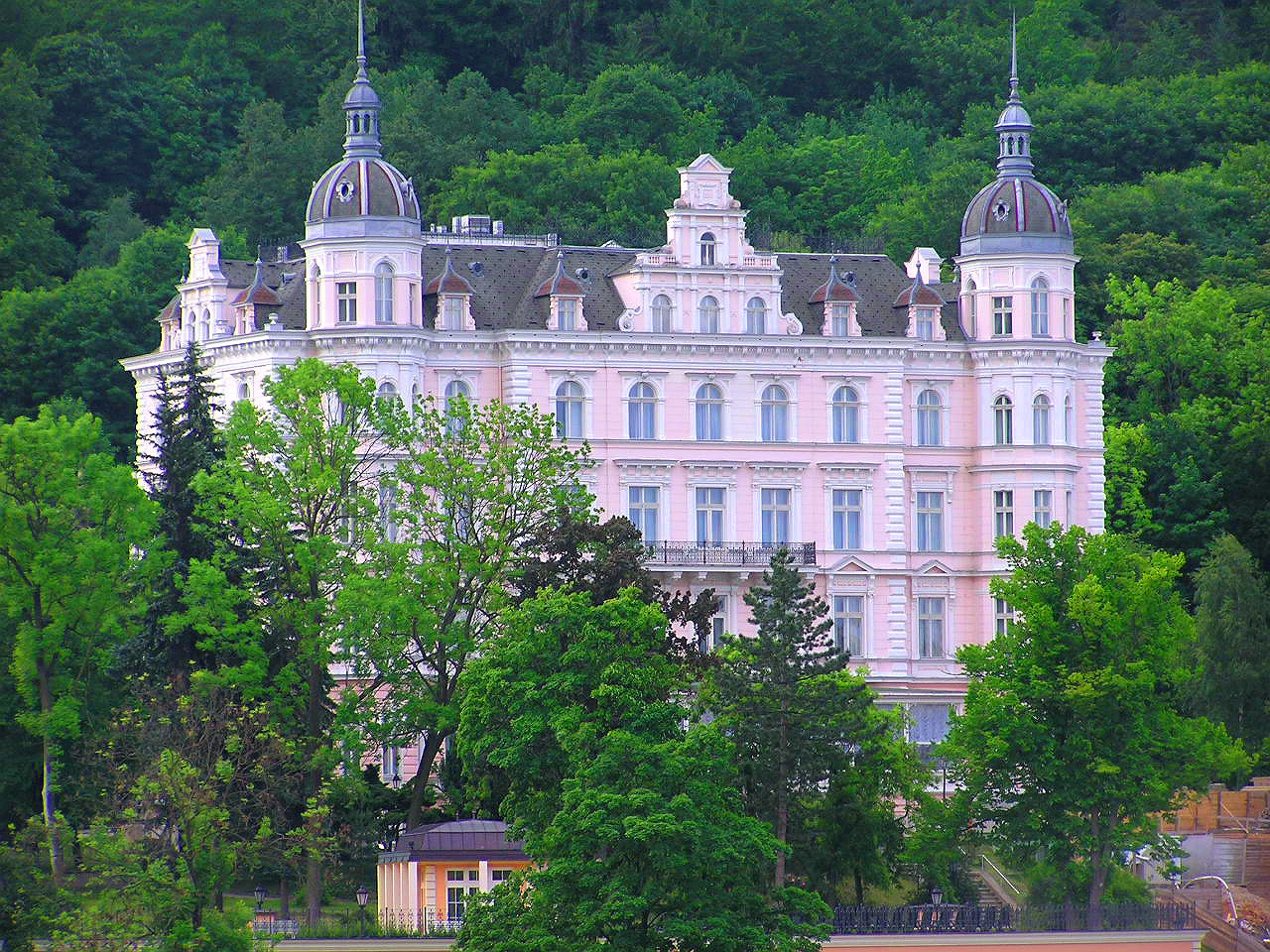
El diseño del Grand Budapest se basó en hoteles reales de la zona del Europa del Este. Uno de ellos, el Hotel Palace Bristol de Karlovy Vary, fue la inspiración para el color pastel rosa del hotel ficticio.

Anderson hizo muestra de una gran creatividad al utilizar la proporciones de aspecto o aspect ratio como una herramienta narrativa. La película se divide en tres épocas diferentes, siendo éstas 1985, 1968 y 1932. Se nos comunica visualmente la transición entre tales periodos mediante el uso del formato más representativo del cine creado en cada época respectivamente. Así, la película comienza en el año 1985, siendo 16:9 la relación de aspecto empleada. Este es el estándar del cine actual y de la televisión en alta definición. Tras ello, nos sumergimos en el libro que lee la joven, lo que nos lleva al año 1968, siendo el 2.35:1 el ratio elegido. Este, representa al Cinemascope, que hace a la imagen mucho más ancha que alta, muy panorámico. Por último, las imágenes de 1932 están en un ratio 4:3, Academy, de los inicios de Hollywood, el de clásicos como Citizen Kane. Lo más característico de él son las dos bandas negras verticales a ambos lados de la pantalla, creando una imagen más cercana a un cuadrado que al rectángulo actual, sin llegar al 1:1 de la polaroid.
Para tomas panorámicas del hotel, Anderson usó un modelo en miniatura hecho a mano de tres metros de alto, ya que sintió que el público sabría que las tomas eran artificiales, los efectos generados por computadora u otros, al comentar: La marca particular de la artificialidad que me gusta usar es anticuada". Anteriormente había usado miniaturas en The Life Aquatic with Steve Zissou, y más extensamente en Fantastic Mr. Fox. En el diseño del hotel, Anderson y el diseñador de producción Adam Stockhausen realizaron una investigación exhaustiva, mirando imágenes de época en la Biblioteca del Congreso de Estados Unidos de los hoteles y lugares vacacionales de Europa, así como los locales aún existentes. A partir de ello, fueron tomados elementos para elaborar la noción del Grand Budapest: el color pastel rosa fue tomado a partir del Hotel Palace Bristol, mientras que otros elementos arquitectónicos fueron sacados del Grandhotel Pupp de la ciudad balneario de Karlovy Vary, República Checa, y del Hotel Gellért de Budapest. El modelo usó escalas variables: el modelo del hotel tenía 4 metros de largo y 2 metros de profundidad, la colina boscosa en la que se encontraba era de diferente escala, y finalmente el funicular en primer plano fue construido a una tercera escala para capturarlo mejor cinematográficamente.
La pintura de la película, Boy with Apple, supuestamente una obra maestra renacentista de Johannes Van Hoytl el Joven, es una obra ficticia encargada por Anderson y pintada en cuatro meses por el artista profesional Michael Taylor. Del mismo modo, la muy solicitada pastelería, Herr Mendl's courtesan au chocolat, es una creación ficticia de Anderson, como símbolo del estilo de vida cortesano del conserje, la forma de triple nivel de la historia y como un elemento para el escape de prisión. La pastelería hecha a medida fue producida por un panadero local en Görlitz. Los periódicos falsos en la película presentan principalmente texto original, pero también usan algunos extractos de tres artículos de Wikipedia.
Los efectos visuales fueron realizados por la compañía alemana VFX LUXX Studios.

## Banda sonora
La banda sonora está compuesta por Alexandre Desplat, quien trabajó anteriormente con Anderson en Fantastic Mr. Fox y Moonrise Kingdom. Es coproducido por Anderson con el supervisor musical Randall Poster, quien también trabajó en Moonrise Kingdom. La música original es de Desplat, que incluye canciones folclóricas rusas junto con piezas compuestas por Öse Schuppel, Siegfried Behrend y Vitaly Gnutov, interpretadas por la Orquesta Folclórica del Estado Osipov.
Anderson y Poster eligieron el sonido distintivo de la balalaica para establecer la voz musical de la película y lograron reunir dos orquestas para un total de 35 músicos de balalaika para la grabación de la banda sonora, incluido la Orquesta de Balalaica "Saint Georges" con sede en Francia y el State Academic Russian Folk Ensemble de Rusia, proveniente de Moscú. El uso de Desplat de la balalaika comienza con Mr. Moustafa pero vuelve una y otra vez. Otros instrumentos en esta banda sonora incluyen alpinas, silbatos, órgano, coro masculino, campanas y címbalos húngaros.
Las 32 pistas, con elementos de orquesta, instrumentos de teclado y balalaicas, presentan variaciones eclécticas y temas melódicos de Europa central. Las balalaicas se utilizan en Overture: M. Gustave H" y órganos de iglesia en Last Will and Testament. Un interludio de caja de música acentúa Up the Stairs/Down the Hall, y hay estilos de piano de casa encantada en Mr. Moustafa. Claves y cuerdas se presentan en la pieza barroca Concerto for Lute and Plucked Strings I. Moderato. La canción de apertura, s'Rothe-Zäuerli, de Ruedi y Werner Roth, es del álbum Appenzeller Zäuerli del grupo folclórico suizo Öse Schuppel.

### Lista de canciones
Todas las canciones escritas y compuestas por Alexandre Desplat, excepto en las indicadas. 
| N.º | Título | Duración |  |
| 1.  | «s'Rothe-Zäuerli» (Rüdi Roth & Werner Roth, interpretada por Öse Schuppel)                                                                  | 1:12     |  |
| 2.  | «The Alpine Sudetenwaltz» | 0:36     |  |
| 3.  | «Mr. Moustafa» | 3:03     |  |
| 4.  | «Overture: M. Gustave H» | 0:30     |  |
| 5.  | «A Prayer for Madame D» | 1:20     |  |
| 6.  | «The New Lobby Boy» | 2:17     |  |
| 7.  | «Concerto for Lute and Plucked Strings I. Moderato» (Antonio Vivaldi, interpretada por la Orquesta de Cámara DZO (cond. Siegfried Behrend)) | 2:52     |  |
| 8.  | «Daylight Express to Lutz» | 2:16     |  |
| 9.  | «Schloss Lutz Overture» | 0:32     |  |
| 10. | «The Family Desgoffe Und Taxis» | 1:49     |  |
| 11. | «Last Will and Testament» | 2:16     |  |
| 12. | «Up the Stairs/Down the Hall» | 0:27     |  |
| 13. | «Night Train to Nebelsbad» | 1:44     |  |
| 14. | «The Lutz Police Militia» | 0:49     |  |
| 15. | «Check Point 19 Criminal Internment Camp Overture»                                                                                          | 0:11     |  |
| 16. | «The Linden Tree» (Pavel Kulikov, interpretada por la Orquesta Folclórica del Estado Osipov (cond. Vitaly Gnutov))                          | 2:24     |  |
| 17. | «J.G. Jopling, Private Inquiry Agent» | 1:28     |  |
| 18. | «A Dash of Salt (Ludwig's Theme)» | 1:32     |  |
| 19. | «The Cold-Blooded Murder of Deputy Vilmos Kovacs»                                                                                           | 2:47     |  |
| 20. | «Escape Concerto» | 2:12     |  |
| 21. | «The War (Zero's Theme)» | 1:01     |  |
| 22. | «No Safe-House» | 1:32     |  |
| 23. | «The Society of the Crossed Keys» | 2:21     |  |
| 24. | «M. Ivan» | 1:15     |  |
| 25. | «Lot 117» | 0:30     |  |
| 26. | «Third Class Carriage» | 1:20     |  |
| 27. | «Canto at Gabelmeister's Peak» | 5:35     |  |
| 28. | «A Troops Barracks (Requiem for the Grand Budapest)»                                                                                        | 5:18     |  |
| 29. | «Cleared of All Charges» | 1:10     |  |
| 30. | «The Mystical Union» | 1:26     |  |
| 31. | «Kamarinskaya» (Mikhail Glinka, interpretada por la Orquesta Folclórica del Estado Osipov (cond. Vitaly Gnutov))                            | 2:43     |  |
| 32. | «Moonshine» (Tradicional, arreglos por Alexandre Desplat)                                                                                   | 3:21     |  |

## Estreno y recepción
La película fue lanzada el 7 de marzo de 2014 como la película de apertura del 64.º Festival Internacional de Cine de Berlín en febrero de 2014. En Berlín, la película ganó el Gran Premio del Jurado.
En su proyección en cines, The Grand Budapest Hotel recaudó $174,8 millones de dólares en todo el mundo. Se convirtió en la primera película número uno y la no-animada más exitosa de Anderson en recaudación en el Reino Unido en su tercera semana, con un total bruto de £6,31 millones.
En América del Norte, la película se estrenó en cuatro cines, en el lugar 17.º en su primer fin de semana, con US$811.166. En su segundo fin de semana, la película ascendió al número ocho, recaudando un total adicional de US$3.638.041. En su tercer fin de semana, la película subió al número siete, recaudando US$6.787.955. En su cuarto fin de semana, la película subió al número seis, recaudando US$8.539.795.

### Crítica

La crítica a The Grand Budapest Hotel dio alabanzas internacionales a Wes Anderson. En la fotografía, aparece en el estreno de la película en el 64.º Festival Internacional de Cine de Berlín, donde la película obtuvo el Gran Premio del Jurado.

El sitio web Rotten Tomatoes da a la película una calificación de aprobación del 91 % sobre la base de 276 comentarios, con una calificación promedio de 8,4/10. El consenso crítico del sitio web dice: «Típicamente elegante pero engañosamente considerado, The Grand Budapest Hotel encuentra a Wes Anderson una vez más usando entornos visuales adornados para explorar ideas profundamente emocionales». Metacritic informó un puntaje promedio ponderado de 88 de 100, sobre la base de 48 críticas, lo que indica "aclamación universal". Muchos la clasificaron como una de las mejores películas de 2014.
Todd McCarthy, de The Hollywood Reporter, hizo una crítica positiva de la película y dijo: "De una manera muy atractiva pero abierta, su sensibilidad y sus preocupaciones son muy similares a las de una era anterior, más elegante, lo que significa que las intenciones más profundas de la película volarán lejos de las cabezas de la mayoría de los espectadores modernos". Dave Calhoun de Time Out le dio a la película cuatro de cinco estrellas, y dijo: "(...) la película ofrece risas y energía que hacen de esta la película más divertida de Anderson desde Rushmore". Jocelyn Noveck de Associated Press dio a la película tres estrellas y media de cuatro, diciendo: "Al final es Fiennes quien causa la mayor impresión. Su entrega estilizada y rápida, su ingenio seco y alegre blasfemia hacen que la película continúe burbujeando. Aquí por más colaboraciones Fiennes-Anderson". Owen Gleiberman de Entertainment Weekly le dio a la película una A-, diciendo "He tenido mi gran avance en Wes Anderson – o tal vez es que ya tuvo la suya. The Grand Budapest Hotel es un maravilloso artilugio, un thriller de ruedas dentro de las ruedas, eso es puro juego de una película oxigenada". Joe Neumaier del New York Daily News le dio a la película tres de cinco estrellas, diciendo "Al igual que con todas las películas de Anderson, la magia está en el elenco. Fiennes, con su entrega rápida y su bigote de pinza, es una perfección hilarante, pulcra y total".
Peter Travers de Rolling Stone le dio a la película tres estrellas y media de cuatro estrellas, diciendo: "Es una caja de juguetes de filigrana de una película, tan deliciosa que tal vez quieras lamer la pantalla. También es, al estilo de Anderson, filmada a través del humor, la angustia y la visión romántica del pasado". Kenneth Turan de Los Angeles Times le dio a la película una crítica positiva, diciendo que "Anderson trabaja tan asiduamente para crear mundos obsesivamente detallados en la pantalla que el efecto a veces ha sido hermético, incluso sofocante. El Grand Budapest, sin embargo, es todo lo contrario". Stephen Whitty del The Star-Ledgerle dio a la película tres estrellas y media de cuatro, diciendo: "Mientras Anderson se deleita en crear una Europa ficticia (pero muy real), también lo hace con la artesanía del viejo Hollywood, usando miniaturas cuidadosamente hechas y fondos pintados a mano". A. O. Scott de The New York Times le dio a la película una crítica positiva, diciendo: "Esta película es una burla maravillosa de la historia, convirtiendo sus horrores en una serie de bromas elegantes y gestos traviesos. Si lo desea, puede llamar a esta escapismo. También puedes pensar en esto como venganza". Peter Howell de Toronto Star le dio a la película cuatro de cuatro estrellas, diciendo que "toda la película es como un pastel gigante decorado, creado por este artesano de la película más exigente. ¡Y qué delicioso es!"

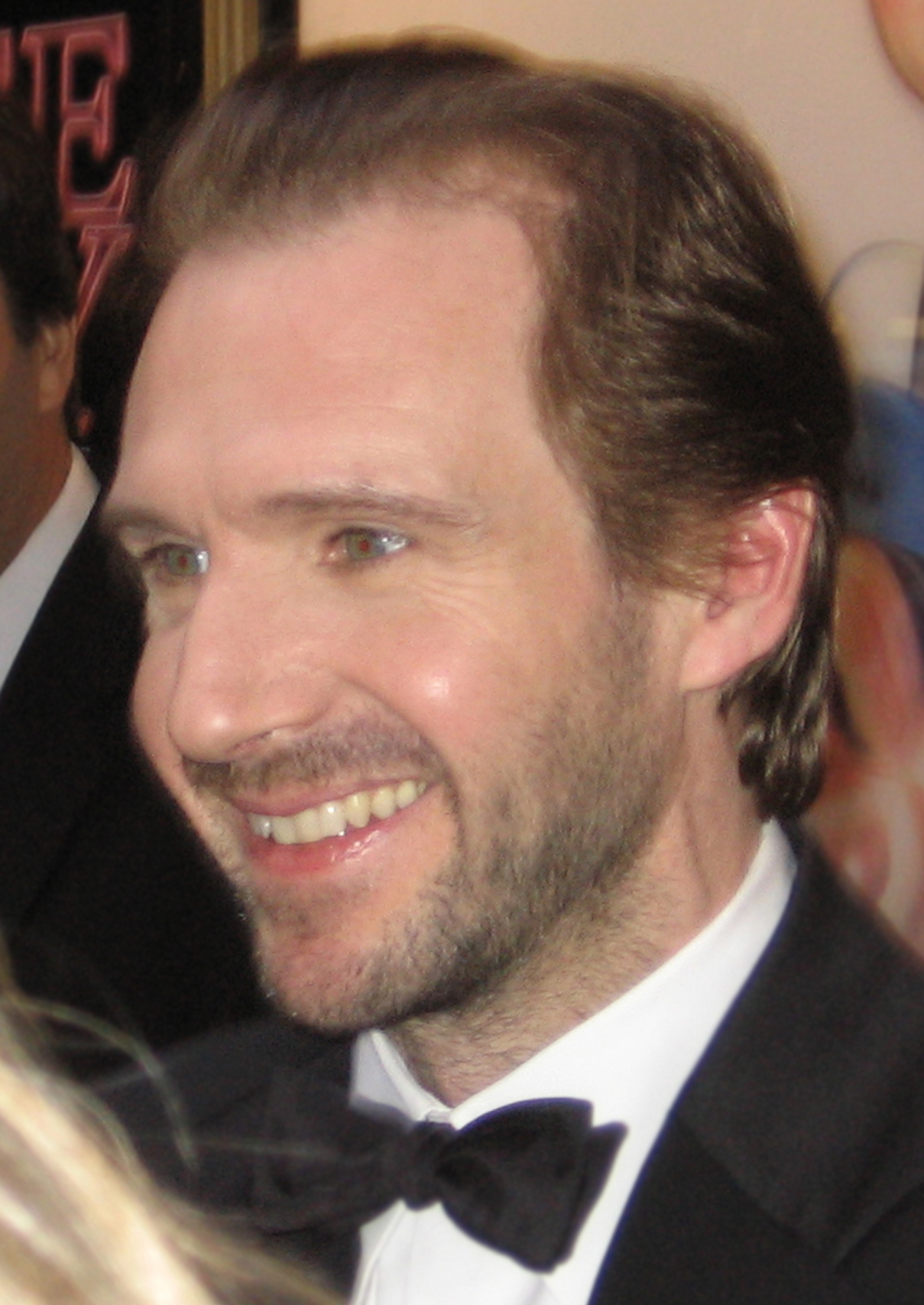
La interpretación de Ralph Fiennes como M. Gustave H. recibió evaluaciones positivas de la crítica, ayudando al éxito de la película.

Ty Burr de The Boston Globe le dio a la película tres estrellas y media de cada cuatro, diciendo: "Con The Grand Budapest Hotel, Wes Anderson está haciendo sus viejos trucos pero con una nueva confianza magnánima que se siente como un regalo". Bruce Ingram, del Chicago Sun-Times, le dio a la película cuatro de cinco estrellas, diciendo "Es Anderson por excelencia, en otras palabras, pero también un entretenimiento descarado. Y eso es algo que se debe ver". Steven Rea de The Philadelphia Inquirer le dio a la película cuatro de cuatro estrellas, diciendo que "The Grand Budapest Hotel es de lejos el asunto de comedia más arriesgado en el canon de Anderson. Es prácticamente los Hermanos Marx a momentos. Y Fiennes, ¿¡quién sabía que era capaz de ser tan ingenioso y perverso?!" Christopher Orr de The Atlantic dio a la película una crítica positiva, diciendo: "La comedia en The Grand Budapest Hotel es una de las más amplias que haya emprendido Anderson. Pero en medio del alboroto frenético, hay indicios de una historia más oscura y triste que se desarrolla." A. A. Dowd de The A.V. Club dio una revisión positiva a la película, diciendo que: "el último invento de Anderson, The Grand Budapest Hotel, puede ser su más meticulosa realizado, comenzando con el imponente y ficticio edificio del que recibe su nombre".
James Berardinelli de ReelViews le dio a la película tres de cuatro estrellas, diciendo que "ofrece unos interesantes 90 minutos de aventura poco convencional, teñida de comedia, que hace referencia a numerosas películas clásicas mientras desarrolla un estilo y un enfoque narrativo propios". Moira MacDonald de The Seattle Times le dio a la película tres estrellas y media de cuatro, diciendo: "Cada cuadro está cuidadosamente compuesto como las ilustraciones de un libro amado (los personajes están centrados con precisión, los disfraces son elaboradamente literales); tanto inesperados como felizmente familiares". Colin Covert de Star Tribune le dio a la película cuatro de cuatro estrellas, diciendo: "No estoy seguro de cuál es la definición formal de una obra maestra, pero The Grand Budapest Hotel me parece algo muy cercano". Ann Hornaday de The Washington Post le dio a la película tres de cuatro estrellas, diciendo: "Si Anderson entierra relativamente poca sustancia moral bajo grandes cantidades de rica crema, al menos él, como su fascinante protagonista, sostiene la ilusión con una maravillosa gracia". Mick LaSalle de San Francisco Chronicle le dio a la película cuatro de cuatro estrellas, diciendo que: "El triste trasfondo de la película salva The Grand Budapest Hotel desde su propia locura, o mejor aún, eleva la locura, haciéndola sentir como una afirmación de algún derecho a ser tonto, o alguna expresión humana fundamental".

### Premios
The Grand Budapest Hotel estuvo entre las más nominadas a la edición 87.ª ceremonia de los Premios Óscar, incluyendo menciones en las categorías de Mejor película, Mejor director y Mejor guion original. Finalmente ganaría premios por Mejor banda sonora original para Alexandre Desplat, Mejor diseño de producción para Adam Stockhausen y Anna Pinnock, Mejor diseño de vestuario para Milena Canonero (el cuarto de su carrera) y Mejor maquillaje y peluquería para Frances Hannon y Mark Coulier.
En la 68.ª ceremonia de los Premios BAFTA, obtendría los galardones a Mejor guion original para Anderson, Mejor música original para Desplat, Mejor diseño de producción para Stockhausen y Pinnock, Mejor diseño de vestuario para Canonero y Mejor maquillaje y peluquería para Hannon. La película además obtuvo un Grammy al mejor álbum de banda sonora para medio visual para Desplat y el Globo de Oro a la mejor película - Comedia o musical.